# Tarcisio Catanese
Tarcisio Catanese (6 de septiembre de 1967 – 2 de marzo de 2017), fue un futbolista y entrenador italiano, que jugaba como centrocampista.

## Trayectoria
Jugó en la Serie A durante muchos años, destacando las 79 apariciones con el Parma F.C., donde posteriormente fue entrenador de categorías inferiores. Trabajó como entrenador del Trapani de la Serie D y fue ojeador en Sicilia de la Juventus.
En julio de 2011 fue contratado por el U.S. Città di Palermo como jefe del equipo sub-17. Fue reemplazado por Rosario Compagno, su predecesor en el mismo puesto, a finales de julio de 2012.

## Clubes
| Club        | País   | Año       | Partidos | Goles |
| ----------- | ------ | --------- | -------- | ----- |
| Napoli      | Italia | 1985–1986 | 0        | 0     |
| Reggina     | Italia | 1986–1989 | 65       | 5     |
| Parma       | Italia | 1989–1992 | 74       | 4     |
| Bologna     | Italia | 1992      | 7        | 0     |
| Cosenza     | Italia | 1992–1993 | 28       | 1     |
| Reggiana    | Italia | 1993–1994 | 0        | 0     |
| Ravenna     | Italia | 1994      | 14       | 2     |
| Ancona      | Italia | 1994-1995 | 26       | 3     |
| Parma       | Italia | 1995-1997 | 5        | 0     |
| Como        | Italia | 1997      | 12       | 2     |
| Cremonese   | Italia | 1997-1998 | 26       | 3     |
| Montevarchi | Italia | 1998-2000 | 52       | 2     |
| Brescello   | Italia | 2000-2002 | 54       | 6     |
| Reggiana    | Italia | 2002-2003 | 10       | 0     |
| Chiusi      | Italia | 2004      |          |       |
| Monticelli  | Italia | 2005      |          |       |